# Bernard Edwards
Bernard Edwards (* 31. Oktober 1952 in Greenville, North Carolina; † 18. April 1996 in Tokio) war ein US-amerikanischer Musiker und Produzent. Als Bassist und Produzent war er unter anderem Mitglied der Gruppe Chic, verfolgte daneben aber auch eigene Projekte.

## Leben
Edwards wuchs im Stadtteil Brooklyn von New York auf, wo er in den frühen 1970er Jahren Nile Rodgers kennenlernte. Die beiden gründeten die Big Apple Band, die zwischen 1972 und 1976 aktiv war. Später kam der Schlagzeuger Tony Thompson hinzu, und 1977 gründeten die drei zusammen mit der Sängerin Norma Jean Wright die Gruppe Chic.
In den Jahren von 1977 bis 1983 kreierte Edwards zusammen mit Chic Hits wie Dance, Dance, Dance (Yowsah, Yowsah, Yowsah), Everybody Dance, Le Freak, I Want Your Love und Good Times. Zusammen mit Nile Rodgers arbeitete Edwards auch als Produzent und Songschreiber für andere Künstler, wobei Chic stets für die gesamte Musikproduktion außer dem Leadgesang verantwortlich zeichnete. Diese Produktionen für Musiker wie Sister Sledge, Sheila B. Devotion, Diana Ross, Johnny Mathis, Debbie Harry und Fonzi Thornton führten zu weiteren Hits wie zum Beispiel Saturday, He’s the Greatest Dancer, We Are Family, Spacer, Upside Down, I’m Coming Out und Backfired. 1983 lösten sich Chic auf, nachdem es zwischen Edwards und Rodgers zu künstlerischen Differenzen gekommen war.
Daraufhin veröffentlichte Edwards im selben Jahr das Solo-Album Glad To Be Here und war ab 1985 verantwortlich für die Instrumentalisierung und Produktion der Gruppe Power Station, die aus dem Chic-Schlagzeuger Tony Thompson, den Duran-Duran-Mitgliedern John und Andy Taylor und dem Sänger Robert Palmer bestand. Ebenfalls 1985 produzierte er für Robert Palmer dessen Hit-Album Riptide. Während der späten achtziger und der frühen neunziger Jahre war Edwards unter anderem als Produzent für Diana Ross, Rod Stewart, Air Supply, ABC und Duran Duran tätig.
1992 versöhnten sich Edwards und Nile Rodgers und veröffentlichten anlässlich der Wiedervereinigung von Chic das Album Chic-ism, das bei Kritikern aber auf wenig Anklang stieß.
1996 erhielt Nile Rodgers in Japan die Auszeichnung JT Superproducer of the Year und wurde aus diesem Anlass eingeladen, mit Chic in Tokio aufzutreten. Kurz vor dem Auftritt in der Budokan Arena wurde Edwards krank, aber trotz Rodgers Bedenken und gegen den Rat eines herbeigerufenen Arztes bestand Edwards darauf, das Konzert zu bestreiten. Er schaffte es nur dank Hilfe anderer, sein Set zu spielen, und zog sich gleich nach dem Konzert in sein Hotelzimmer zurück, wo er später von Rodgers tot aufgefunden wurde. Als Todesursache wurde eine Lungenentzündung angegeben.
Bernard Edwards wird als einer der wichtigsten Bassisten des 20. Jahrhunderts betrachtet. Der Basslauf von Chics Hit „Good Times“ wurde zu einem der meistgebrauchten Samples in der Geschichte der Popmusik und hatte einen immensen Einfluss auf Musiker unterschiedlichster Genres.
Am 19. September 2005 wurde Edwards für seine außerordentlichen Errungenschaften als Musiker und Produzent geehrt, indem er in die Dance Music Hall of Fame in New York City aufgenommen wurde.

## Diskographie (Auswahl)

### Chic
- Chic (1977)
- C’est Chic (1978)
- Risqué (1979)
- Real People (1980)
- Take It Off (1981)
- Tongue in Chic (1982)
- Believer (1983)
- The Best of Chic, Vol 1 (1991)
- Chic-ism (1992)
- The Best of Chic, Vol 2 (1992)
- Live at the Budokan (1999, Aufnahme 1996)

### Solo
- Glad To Be Here (1983)

### Als Autor oder Produzent
- Norma Jean, Norma Jean (1978)
- We Are Family, Sister Sledge (1979)
- King of the World, Sheila B. Devotion (1980)
- Love Somebody Today, Sister Sledge (1980)
- Diana, Diana Ross (1980)
- I Love My Lady, Johnny Mathis (1981) (unveröffentlicht)
- Koo Koo, Debbie Harry (1981)
- Swept Away, Diana Ross (1984)
- The Power Station 33 1/3, The Power Station (1985)
- A View to a Kill (Single), Duran Duran (1985)
- Heat, Nona Hendryx (1985)
- Riptide, Robert Palmer (1985, u. a. mit Addicted to Love und I Didn’t Mean to Turn You On)
- Double or Nothing, Kenny Loggins & Gladys Knight (Rocky IV. O.S.T.) (1985)
- Cocker, Joe Cocker (1986)
- Color in Your Life, Missing Persons (1986)
- Hearts in Motion, Air Supply (1986)
- Alphabet City, ABC (1987)
- If, Hollywood Beyond (1987)
- Contact, Platinum Blond (1987)
- Jody Watley, Jody Watley (1987)
- Out of Order, Rod Stewart (1988)
- Under the One Sky, Distance (1989)
- YUI Orta, Ian Hunter/The Hunter Ronson Band (1990)
- Break the Silence, The Triplets (1990)
- Vagabond Heart, Rod Stewart (1991)
- Living in Fear, The Power Station (1996)
- Gettin’ Jiggy wit It, Will Smith (1997)